# Lemboides acanthiger
Lemboides acanthiger is een vlokreeftensoort uit de familie van de Aoridae. De wetenschappelijke naam van de soort is voor het eerst geldig gepubliceerd in 1916 door Keppel Harcourt Barnard.